# Idioma iznasen
El idioma iznasen (en tamazight: Tamaziɣt n Iznassen), también llamado rifeño oriental, es una lengua bereber septentrional, del grupo de las lenguas zenati, es hablado al este del Rif, en el Reino de Marruecos, por las tribus rifeñas de los Beni Znassen y los Ikebdanen, se trata de una lengua próxima al idioma rifeño y a las lenguas bereberes de Argelia occidental, se distingue de los otros dialectos rifeños por un carácter menos acusado de las evoluciones fonéticas, cercano a las lenguas zenati orientales. El rifeño oriental está considerado por la Unesco como una lengua amenazada.